# NMBS/SNCB-Reihe 554
Die Reihe 554 (später: Reihe 46) ist eine Bauart dieselmechanischer Triebwagen der Nationalen Gesellschaft der Belgischen Eisenbahnen, die 1952 in Dienst gestellt wurden und auf Nebenbahnen zum Einsatz kamen. Die Fahrzeuge der Reihe 554 sind die kleinsten nach dem Zweiten Weltkrieg hergestellten Triebwagen, die für die belgische Bahn im Einsatz waren. Seit 1994 befinden sich die Triebwagen nicht mehr im regulären Betrieb; viele Fahrzeuge werden jedoch museal erhalten.

## Geschichte

### Bestellung und Bau

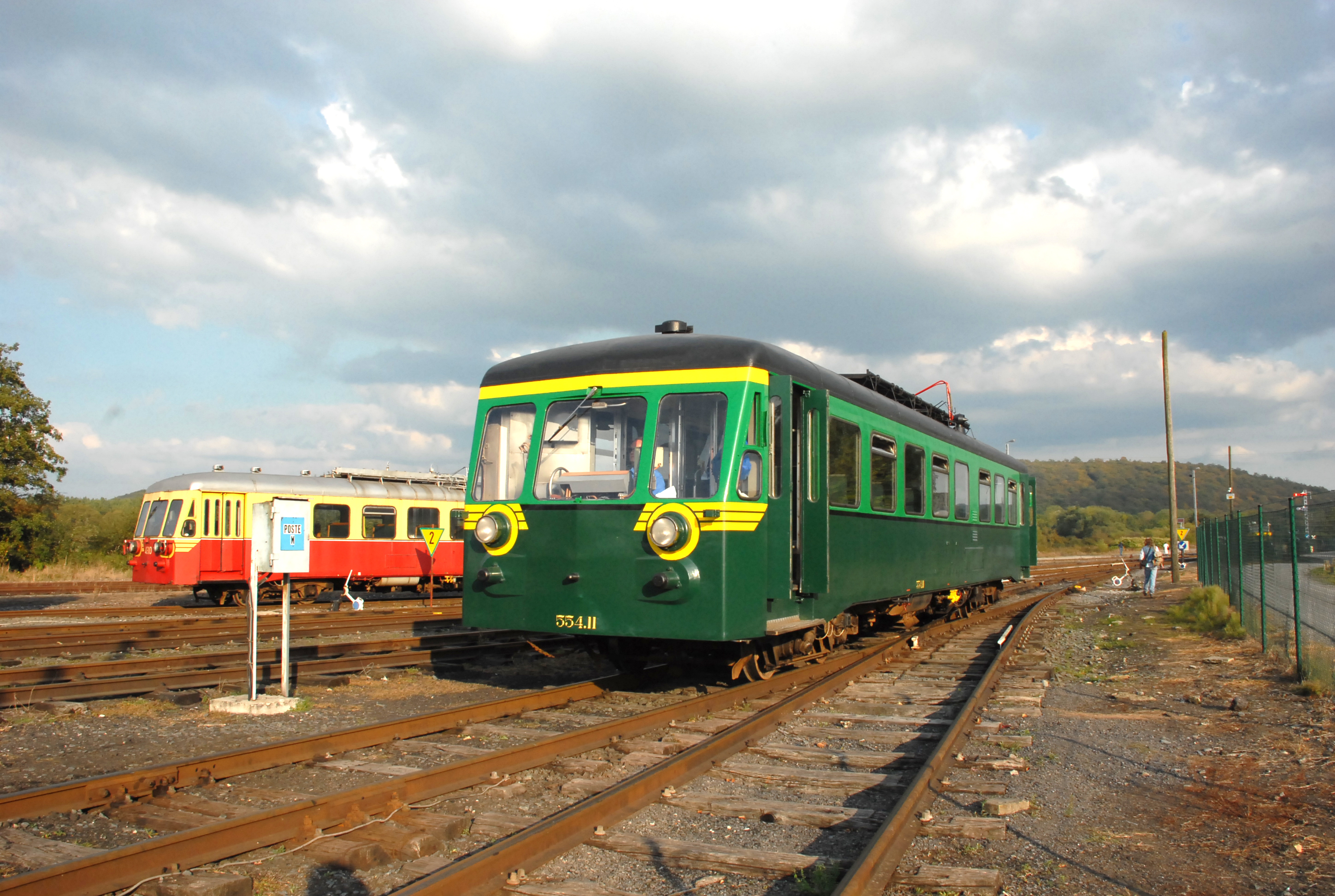
Ursprüngliche grün-gelbe Lackierungsvariante

Nach Ende des Zweiten Weltkriegs wollte die belgische Bahn den Betrieb rasch wiederaufnehmen; allerdings waren durch die Einwirkungen des Krieges zahlreiche Fahrzeuge zerstört worden. Die NMBS/SNCB entschied daher 1950, bei Brossel zehn leichte Schienenbusse zu ordern, die auf den während des Krieges von Brossel hergestellten Fahrzeugen der Reihe 553 basierten. Kurz darauf wurde der Auftrag um zehn weitere Fahrzeuge auf 20 Einheiten aufgestockt. Gegenüber den Vorkriegsbaureihen wurde unter anderem die Isolation verbessert und eine Bordtoilette eingebaut. 1952 wurden alle Fahrzeuge der Reihe 554 in grüner Farbgebung ausgeliefert und in Betrieb genommen.

### Beheimatung und Betrieb

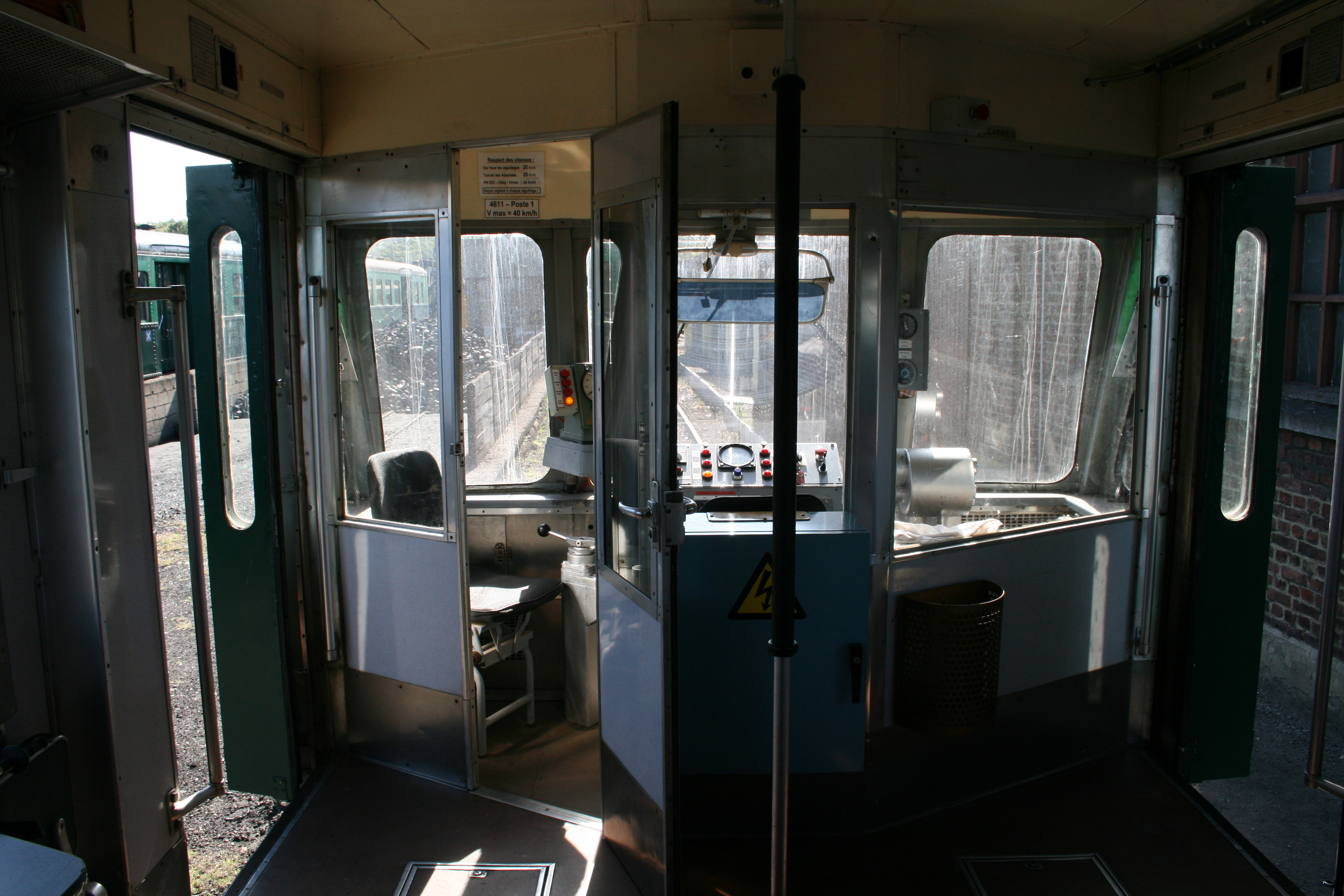
Blick vom Fahrgastraum in den Führerstand

Unmittelbar nach der Auslieferung waren die Schienenbusse der Reihe 554 in Brügge und Haine-Saint-Pierre in La Louvière beheimatet. Ab 1965 erfolgte die Stationierung aller Triebwagen in Ath. Nach Beginn der Ausmusterung wurden noch einige Fahrzeuge nach Montzen versetzt.
Während der Einsatzzeit ergaben sich einige Änderungen, so erfolgte eine Umzeichnung von Reihe 554 auf Reihe 46, die Anpassung der Farbgebung in ein gelb-rotes Farbkleid und ein Motortausch, bei dem 1974 in allen Fahrzeugen der originale Motor von Brossel ausgebaut und ein neues Aggregat des Herstellers General Motors eingebaut wurde.

### Ausmusterung und Verbleib

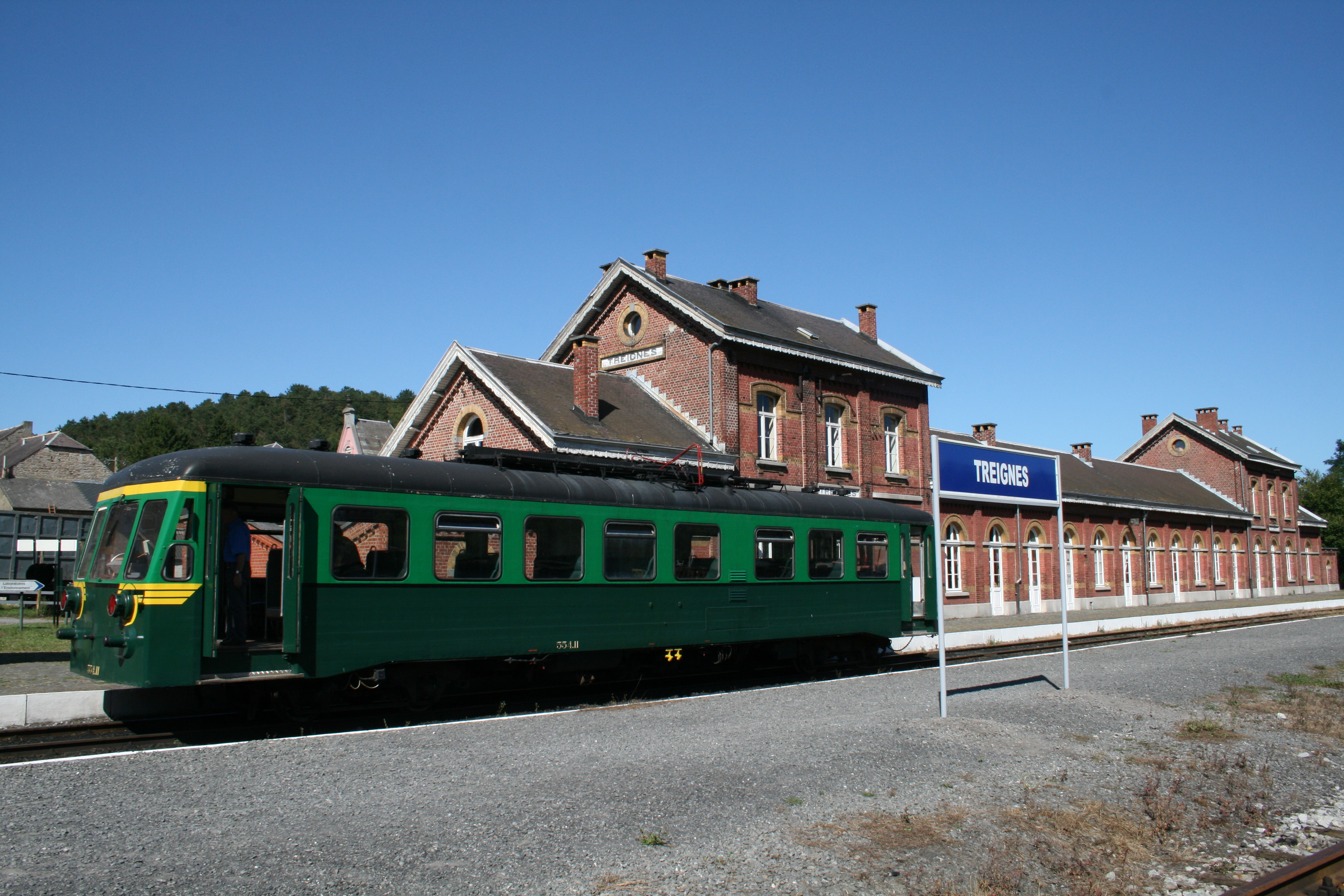
Triebwagen 554.11 als musealer Sonderzug

Das erste Fahrzeug wurde im Mai 1985 ausgemustert, bei einigen Einheiten erfolgte ein mehrjähriger Einsatz als Bahndienstfahrzeug. Drei Fahrzeuge wurden bis 1994 im regulären Personenverkehr eingesetzt und anschließend ausgemustert. Aufgrund ihrer kompakten Größe und ihrer Wartungsfreundlichkeit wurden ungefähr die Hälfte der Fahrzeuge museal erhalten und werden als Denkmal genutzt oder von privaten Museumseisenbahnen oder Vereinen betriebsfähig gehalten.